# Primeira Liga
La Primeira Liga, nota anche come Liga Portugal Betclic per ragioni di sponsorizzazione, è la massima serie del campionato portoghese di calcio, posta sotto l'egida della Liga de Portugal.
Nata nel 1934, nella sua storia è stata vinta da cinque soli club: Benfica, Porto e Sporting Lisbona, che hanno conquistato la quasi totalità dei titoli e che sono le uniche squadre ad aver partecipato a tutte le edizioni della massima serie, e da Belenenses e Boavista con un'affermazione a testa.
Per il 2024 occupa il 7º posto nel ranking UEFA delle competizioni per club.

## Formula
L'attuale formula, in vigore dal 2014-15, prevede la partecipazione di 18 squadre in un girone all'italiana con gare di andata e ritorno (da agosto a maggio). La squadra campione e la seconda classificata accedono alla Champions League, partendo dalla fase a gruppi: la terza è invece qualificata al turno di play-off. Le squadre piazzatesi al quarto e al quinto posto entrano in Conference League partendo dal turno di qualificazione: ad esse si aggiunge la sesta classificata se la vincitrice della Taça de Portugal rientra appunto entro questa posizione. Le ultime due classificate retrocedono nella Segunda Liga, come pure la terzultima se perde la qualificazione. In caso di parità in classifica, vengono considerate il maggior numero di vittorie e la differenza reti.
Dal 2007 la squadra campione di Portogallo può apporre sulle proprie maglie uno scudo (che richiama quello presente nella bandiera nazionale) su ispirazione della Serie A italiana. Attualmente si usa invece un circoletto dorato con la stilizzazione del trofeo e la dicitura "Campeão".

## Storia
Storicamente, la prima manifestazione calcistica portoghese a livello nazionale è stato il Campeonato de Portugal: nato nel 1922 era però un torneo ad eliminazione diretta, che infatti viene considerato l'antenato della moderna Taça de Portugal. Presto però si decide di assegnare il titolo mediante un torneo composto da un unico girone all'italiana, che inizialmente è ad inviti ed è composto da otto squadre: le prime quattro del campionato regionale di Lisbona, le prime due di Porto, più i campioni di Setúbal e di Coimbra.

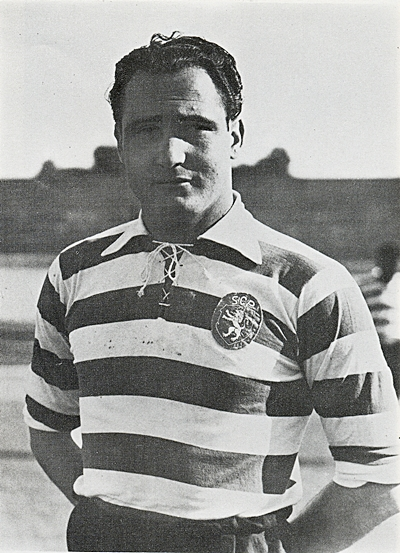
Fernando Peyroteo con la maglia dello.

La prima edizione, disputata nel 1934, viene vinta dal Porto, mentre l'anno seguente anche il Benfica iscrive il suo nome nell'albo d'oro. Gli Encarnados conquistano anche i due tornei successivi, venendo poi raggiunti dai Dragões nel 1940.
Da qui in avanti si assiste però a un lungo inseguimento tra le due squadre di Lisbona: l'anno successivo è infatti il turno dello Sporting, dove milita Fernando Peyroteo, il miglior marcatore assoluto del torneo. Costui è anche uno dei cinque violini, nome collettivo con cui vengono designati i principali artefici dei successi del club in questo periodo. Dalla stagione 1941-1942 vengono ammessi anche i campioni regionali delle Algarve e di Braga.
Qualcosa cambia a partire dalla Primeira Divisão 1945-1946: finisce infatti il sistema ad inviti e nasce il tipico sistema calcistico piramidale con promozioni e retrocessioni, inoltre il numero di club, finora variabile, viene stabilizzato a quattordici. Questo campionato è da ricordare anche perché viene vinto da un'altra squadra: si tratta del Belenenses, che ha sede sempre nella capitale. Per il resto il Benfica, nelle cui file milita anche Arsénio Duarte, arriva a sette titoli nel 1950, anno in cui conquista la Coppa Latina. Tuttavia sono i rivali i grandi protagonisti fino alla metà degli anni Cinquanta: vincono la maggior parte dei campionati, arrivando a quota nove nel 1954. Gli Encarnados riescono a pareggiare il conto nel 1957, ma l'anno successivo è lo Sporting a tagliare per primo il traguardo delle dieci affermazioni.

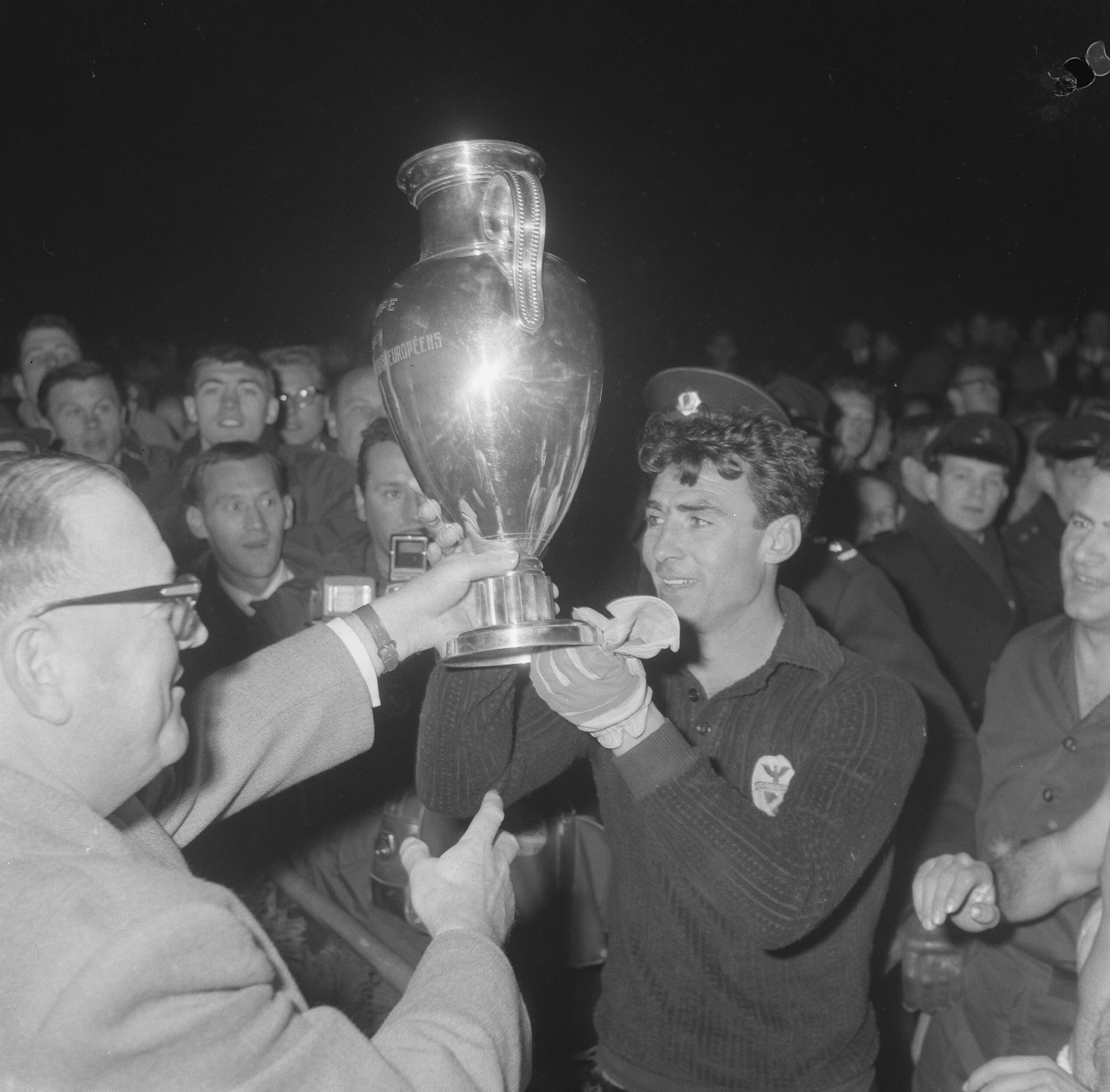
Costa Pereira solleva la Coppa dei Campioni 1961-1962.

Gli anni Sessanta si aprono col decimo successo del Benfica, ma intanto sono nate le moderne competizioni europee: gli Encarnados, allenati da Béla Guttmann e con in campo anche Costa Pereira, Mário Coluna, José Augusto Torres e José Águas, partecipano alla Coppa dei Campioni 1960-1961. Qui arrivano a giocare la finale di Berna, dove battono il Barcellona per 3-2. La squadra si ripete l'anno seguente: al gruppo si è aggiunto anche Eusébio, che sarà ritenuto uno dei migliori calciatori di tutti i tempi, e ad Amsterdam arriva un nuovo successo, in rimonta, stavolta contro il Real Madrid. Non sono però molto fortunate le conseguenti partecipazioni alla Coppa Intercontinentale: i lusitani vengono infatti sconfitti prima dal Peñarol e poi dal Santos di Pelé. In seguito il club arriva a giocare altre tre finali continentali, rimediando però altrettante sconfitte: nel 1963 contro il Milan, nel 1965 contro l'Inter e nel 1968 contro il Manchester Utd. C'è gloria anche per lo Sporting Lisbona, che, battendo l'MTK Budapest ad Anversa, conquista la Coppa delle Coppe 1963-1964.

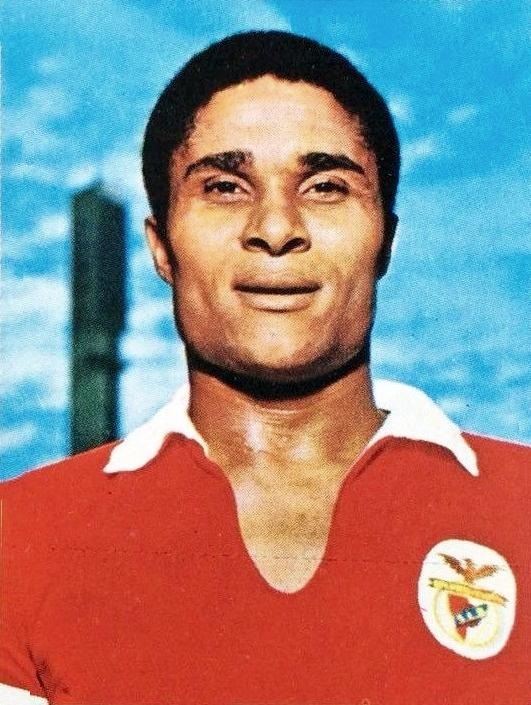
Eusébio con la maglia del nel 1973.

Sul fronte interno, invece, la vittoria della Primeira Divisão 1962-1963 segna il definitivo sorpasso del Benfica sui concittadini: d'ora in avanti sarà il club col maggior numero di successi nazionali. In questo periodo Eusébio è spesso capocannoniere nelle varie manifestazioni in cui gioca, conquista sia il Pallone d'oro che la Scarpa d'oro e diventa anche il miglior marcatore al campionato del mondo 1966, trascinando il Portogallo al terzo posto.
Continuano i successi degli Encarnados che ora, con Jimmy Hagan in panchina, raggiungono le semifinali della Coppa dei Campioni 1971-1972 e stabiliscono anche il record europeo di vittorie consecutive in campionato: ventinove affermazioni di seguito a cavallo tra il campionato 1971-1972, quando il numero di squadre passa a sedici, e il successivo. Notevole che la squadra abbia terminato quest'ultimo torneo perdendo per strada solo due punti, frutto di due pareggi, e che abbia segnato ben centoun gol. Questo è il ventesimo titolo del club, inoltre a fine anno Eusébio riceve la seconda Scarpa d'oro. È seguito un anno dopo da Héctor Yazalde dello Sporting, che conquista il quattordicesimo successo.

Fernando Gomes con la maglia del.

Il Benfica, nel quale militano ora anche Manuel Bento, Nené e Rui Jordão, vince i tre campionati seguenti. Conclude poi da imbattuto la Primeira Divisão 1977-1978, ma ciò non basta per conquistare il titolo: a finire davanti a tutti è infatti il Porto, che torna al successo dopo diciannove anni. La squadra si ripete l'anno dopo, arrivando così a sette successi; questo anche grazie ai gol di Fernando Gomes, che in seguito conquista la Scarpa d'oro 1983 e 1985. Il Porto raggiunge anche la finale della Coppa delle Coppe 1983-1984, ma a uscire vincitrice dal campo è la Juventus. Poco prima invece il Benfica aveva raggiunto anch'esso l'ultimo atto di una competizione continentale: quello della Coppa UEFA 1982-1983, che però era andata all'Anderlecht.
Comincia ora un buon periodo per il Porto: Il club, allenato da Artur Jorge e nel quale militano anche Gomes, António Sousa e João Domingos Pinto, vince il campionato 1984-1985 e il successivo, quando il capocannoniere è però Manuel Fernandes dello Sporting Lisbona, che detiene il record di presenze complessive nel torneo. Ad ogni modo i Dragões arrivano alla finale della Coppa dei Campioni 1986-1987, che si gioca a Vienna contro il Bayern Monaco: i lusitani vincono la partita anche grazie a un famoso gol di tacco di Rabah Madjer, e conquistano così il trofeo. La squadra vince poi sia la Supercoppa UEFA che la Coppa Intercontinentale, battendo rispettivamente Ajax e Peñarol, e conclude la stagione col decimo scudetto. Poco prima invece il Benfica aveva giocato la sua sesta finale della massima competizione europea, venendo però battuto dal PSV ai calci di rigore. Nuovo tentativo nel 1990 e nuova sconfitta, stavolta contro il Milan.

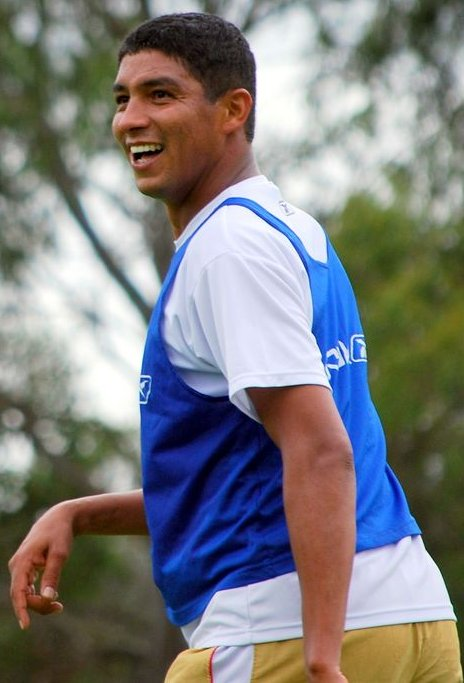
Jardel nel 2008.

Prosegue il duello tra Benfica e Porto: se i primi conquistano il trentesimo titolo nel 1994, i rivali arrivano in questa stagione alla semifinale della nuova Champions League. Vincono poi i cinque titoli successivi, record per il calcio portoghese, arrivando a diciotto affermazioni nel 1999; in rosa c'è anche Jardel, che conquista la Scarpa d'oro 1999. I Dragões superano così momentaneamente lo Sporting, fermo a sedici, ma questa squadra pareggia il conto nel 2002: tra le sue file c'è proprio Jardel, che per l'occasione conquista un'altra Scarpa d'oro. Intanto la Primeira Liga 2000-2001 era stata vinta dal Boavista, quinto e finora ultimo club a poter iscrivere il proprio nome nell'albo d'oro.
Il Porto vince il diciannovesimo titolo nel 2003, e da questo momento non verrà più raggiunto dallo Sporting. I Dragões, che hanno José Mourinho in panchina e Vítor Baía in campo, vincono nella stessa stagione anche la Coppa UEFA: ad essere sconfitto nella finale di Siviglia è il Celtic. Va però meglio un anno dopo: oltre al ventesimo successo nazionale arriva anche la seconda Champions League, ottenuta a Gelsenkirchen col successo sul Monaco. A questo trofeo segue poi la seconda Coppa Intercontinentale, vinta contro l'Once Caldas. Intanto anche lo Sporting era giunto alla finale della Coppa UEFA 2004-2005, ma era stato sconfitto dal CSKA Mosca. Buon risultato anche a livello di Nazionale: il Portogallo arriva secondo al campionato d'Europa 2004 che gioca in casa.
In seguito il Porto vince sette dei nove titoli successivi, arrivando così a ventisette affermazioni totali nel 2013. Da menzionare sicuramente è il campionato 2010-2011: la squadra di André Villas-Boas vince ventisette delle trenta partite e pareggia le altre tre, staccando inoltre la seconda classificata di ventun punti. In questa stagione, poi, ben tre squadre portoghesi arrivano alle semifinali dell'Europa League: è però il Porto a conquistare il trofeo, il secondo, dopo aver battuto a Dublino i connazionali del Braga, che a loro volta avevano avuto la meglio sul Benfica nel turno precedente.
Sono comunque gli Encarnados a vincere i quattro titoli seguenti: in questo modo nel 2017 le affermazioni totali salgono a trentasei. Questo club disputa altre due finali di Europa League, venendo però nuovamente sconfitto: nel 2013 dal Chelsea, e l'anno seguente dal Siviglia. Da non dimenticare la vittoria del Portogallo al campionato d'Europa 2016 che si gioca in Francia: i lusitani sconfiggono in finale proprio i padroni di casa.
Negli anni successivi le tre grandi si alternano al comando: torna al successo anche lo Sporting, che nel 2021 vince la 19ª Primeira Liga dopo diciannove anni, mentre l'anno successivo il Porto può festeggiare il suo trentesimo titolo. Nel 2022-2023 è il Benfica a vincere (il 38º titolo) e l’anno successivo (nel 2024) lo Sporting Lisbona conquista il suo ventesimo titolo.

## Diritti televisivi e sponsorizzazioni
Il canale a pagamento SPORT TV garantisce la copertura televisiva per la maggior parte degli incontri, tranne quelli casalinghi del Benfica, trasmessi dal canale pay Benfica TV. Ogni società iscritta al massimo campionato tratta in via privata l'acquisto dei diritti, non esistendo la vendita collettiva. Il canale RTP Internacional trasmette in chiaro una partita ogni settimana.
Per quanto riguarda le sponsorizzazioni, queste hanno portato più volte alla modifica della denominazione ufficiale del campionato:
- 2002-2005: Super Liga Galp Energia (sponsor: Galp Energia)
- 2005-2008: Bwin Liga (sponsor: bwin)
- 2008-2009: Liga Sagres (sponsor: Sagres)
- 2009-2014: Liga ZON Sagres (sponsor: ZON e Sagres)
- 2014-2020: Liga NOS (sponsor: NOS)
- 2020-2023: Liga Portugal bwin
- 2023-presente: Liga Portugal Betclic (sponsor: Betclic)

## Partecipazioni per squadra
Sono 72 le squadre ad aver preso parte ai 92 campionati di Primeira Liga a girone unico che sono stati disputati a partire dal Primeira Liga Experimental 1934-1935 fino alla stagione 2025-2026 (della quale si riportano in grassetto le squadre militanti):
- 92 volte:  Benfica,  Porto,  Sporting Lisbona
- 81 volte:  Vitória Guimarães
- 77 volte:  Belenenses
- 72 volte:  Vitória Setúbal
- 70 volte:  Braga
- 64 volte:  Académica
- 62 volte:  Boavista
- 43 volte:  Marítimo
- 31 volte:  Estoril Praia,  Rio Ave
- 27 volte:  Beira-Mar
- 26 volte:  Farense
- 25 volte:  Gil Vicente,  Leixões
- 24 volte:  Atlético CP,  Barreirense,  Paços Ferreira,  Salgueiros
- 23 volte:  Fabril Barreiro
- 22 volte:  Nacional
- 21 volte:  Portimonense,  Varzim
- 20 volte:  Olhanense
- 19  volte:  Estrela Amadora
- 18 volte:  Chaves,  União Leiria
- 15 volte:  Covilhã,  Moreirense
- 14 volte:  Lusitano
- 13 volte:  Famalicão,  Penafiel
- 11 volte:  Espinho
- 10 volte:  Santa Clara
- 9 volte:  Arouca
- 8 volte:  Tirsense,  Tondela
- 7 volte:  Feirense,  O Elvas,  Oriental Lisbona
- 6 volte:  Alverca,  Desp. Aves,  Naval,  Torreense,  União de Tomar,  União Madeira
- 5 volte:  Académico,  Campomaiorense,  Carcavelinhos FC,  Casa Pia
- 4 volte:  Académico de Viseu,  Belenenses SAD,  Caldas,  Leça,  Sanjoanense,  Vizela
- 3 volte:  Amora,  Lusitano VRSA,  Montijo,  Unidos
- 2 volte:  AVS,  Seixal
- 1 volte:  Águeda,  Alcobaça,  Fafe,  Felgueiras,  Oliveirense,   Riopele,  Trofense,  União de Coimbra,  União de Lisbona

## Squadre partecipanti
Vengono riportate le squadre militanti in Primera Liga nella stagione 2022-2023.
| Club              | Stagione | Città                  | Stadio                          | Stagione precedente        |
| ----------------- | -------- | ---------------------- | ------------------------------- | -------------------------- |
| Arouca            | dettagli | Arouca                 | Estádio comunale di Arouca      | 15º posto in Primeira Liga |
| Benfica           | dettagli | Lisbona                | Estádio da Luz                  | 3º posto in Primeira Liga  |
| Boavista          | dettagli | Porto                  | Estádio do Bessa Século XXI     | 12º posto in Primeira Liga |
| Braga             | dettagli | Braga                  | Estádio comunale di Braga       | 4º posto in Primeira Liga  |
| Casa Pia          | dettagli | Lisbona                | Estádio Pina Manique            | 2º posto in Segunda Liga   |
| Chaves            | dettagli | Chaves                 | Estádio Municipal de Chaves     | 3º posto in Segunda Liga   |
| Estoril Praia     | dettagli | Estoril                | Estádio António Coimbra da Mota | 9º posto in Primeira Liga  |
| Famalicão         | dettagli | Vila Nova de Famalicão | Estádio Municipal 22 de Junho   | 8º posto in Primeira Liga  |
| Gil Vicente       | dettagli | Barcelos               | Estádio Cidade de Barcelos      | 5º posto in Primeira Liga  |
| Marítimo          | dettagli | Funchal                | Estádio do Marítimo             | 10º posto in Primeira Liga |
| Paços Ferreira    | dettagli | Paços de Ferreira      | Estádio da Capital do Móvel     | 11º posto in Primeira Liga |
| Portimonense      | dettagli | Portimão               | Estádio Municipal de Portimão   | 13º posto in Primeira Liga |
| Porto             | dettagli | Porto                  | Estádio do Dragão               | Campione di Portogallo     |
| Rio Ave           | dettagli | Vila do Conde          | Estádio Municipal dos Arcos     | 1º posto in Segunda Liga   |
| Santa Clara       | dettagli | Ponta Delgada          | Estádio de São Miguel           | 7º posto in Primeira Liga  |
| Sporting Lisbona  | dettagli | Lisbona                | Estádio José Alvalade           | 2º posto in Primeira Liga  |
| Vitória Guimarães | dettagli | Guimarães              | Estádio D. Afonso Henriques     | 6º posto in Primeira Liga  |
| Vizela            | dettagli | Vizela                 | Estádio do FC Vizela            | 14º posto in Primeira Liga |

## Albo d'oro
- 1934-1935  Porto (1)
- 1935-1936  Benfica (1)
- 1936-1937  Benfica (2)
- 1937-1938  Benfica (3)
- 1938-1939  Porto (2)
- 1939-1940  Porto (3)
- 1940-1941  Sporting Lisbona (1)
- 1941-1942  Benfica (4)
- 1942-1943  Benfica (5)
- 1943-1944  Sporting Lisbona (2)
- 1944-1945  Benfica (6)
- 1945-1946  Belenenses (1)
- 1946-1947  Sporting Lisbona (3)
- 1947-1948  Sporting Lisbona (4)
- 1948-1949  Sporting Lisbona (5)
- 1949-1950  Benfica (7)
- 1950-1951  Sporting Lisbona (6)
- 1951-1952  Sporting Lisbona (7)
- 1952-1953  Sporting Lisbona (8)
- 1953-1954  Sporting Lisbona (9)
- 1954-1955  Benfica (8)
- 1955-1956  Porto (4)
- 1956-1957  Benfica (9)
- 1957-1958  Sporting Lisbona (10)
- 1958-1959  Porto (5)
- 1959-1960  Benfica (10)
- 1960-1961  Benfica (11)
- 1961-1962  Sporting Lisbona (11)
- 1962-1963  Benfica (12)
- 1963-1964  Benfica (13)
- 1964-1965  Benfica (14)
- 1965-1966  Sporting Lisbona (12)
- 1966-1967  Benfica (15)
- 1967-1968  Benfica (16)
- 1968-1969  Benfica (17)
- 1969-1970  Sporting Lisbona (13)
- 1970-1971  Benfica (18)
- 1971-1972  Benfica (19)
- 1972-1973  Benfica (20)
- 1973-1974  Sporting Lisbona (14)
- 1974-1975  Benfica (21)
- 1975-1976  Benfica (22)
- 1976-1977  Benfica (23)
- 1977-1978  Porto (6)
- 1978-1979  Porto (7)
- 1979-1980  Sporting Lisbona (15)
- 1980-1981  Benfica (24)
- 1981-1982  Sporting Lisbona (16)
- 1982-1983  Benfica (25)
- 1983-1984  Benfica (26)
- 1984-1985  Porto (8)
- 1985-1986  Porto (9)
- 1986-1987  Benfica (27)
- 1987-1988  Porto (10)
- 1988-1989  Benfica (28)
- 1989-1990  Porto (11)
- 1990-1991  Benfica (29)
- 1991-1992  Porto (12)
- 1992-1993  Porto (13)
- 1993-1994  Benfica (30)
- 1994-1995  Porto (14)
- 1995-1996  Porto (15)
- 1996-1997  Porto (16)
- 1997-1998  Porto (17)
- 1998-1999  Porto (18)
- 1999-2000  Sporting Lisbona (17)
- 2000-2001  Boavista (1)
- 2001-2002  Sporting Lisbona (18)
- 2002-2003  Porto (19)
- 2003-2004  Porto (20)
- 2004-2005  Benfica (31)
- 2005-2006  Porto (21)
- 2006-2007  Porto (22)
- 2007-2008  Porto (23)
- 2008-2009  Porto (24)
- 2009-2010  Benfica (32)
- 2010-2011  Porto (25)
- 2011-2012  Porto (26)
- 2012-2013  Porto (27)
- 2013-2014  Benfica (33)
- 2014-2015  Benfica (34)
- 2015-2016  Benfica (35)
- 2016-2017  Benfica (36)
- 2017-2018  Porto (28)
- 2018-2019  Benfica (37)
- 2019-2020  Porto (29)
- 2020-2021  Sporting Lisbona (19)
- 2021-2022  Porto (30)
- 2022-2023  Benfica (38)
- 2023-2024  Sporting Lisbona (20)
- 2024-2025  Sporting Lisbona (21)

## Campionati vinti
| Squadra          | Titoli | Anni |
| ---------------- | ------ | --- |
| Benfica          | 38     | 1935-1936, 1936-1937, 1937-1938, 1941-1942, 1942-1943, 1944-1945, 1949-1950, 1954-1955, 1956-1957, 1959-1960, 1960-1961, 1962-1963, 1963-1964, 1964-1965, 1966-1967, 1967-1968, 1968-1969, 1970-1971, 1971-1972, 1972-1973, 1974-1975, 1975-1976, 1976-1977, 1980-1981, 1982-1983, 1983-1984, 1986-1987, 1988-1989, 1990-1991, 1993-1994, 2004-2005, 2009-2010, 2013-2014, 2014-2015, 2015-2016, 2016-2017, 2018-2019, 2022-2023 |
| Porto            | 30     | 1934-1935, 1938-1939, 1939-1940, 1955-1956, 1958-1959, 1977-1978, 1978-1979, 1984-1985, 1985-1986, 1987-1988, 1989-1990, 1991-1992, 1992-1993, 1994-1995, 1995-1996, 1996-1997, 1997-1998, 1998-1999, 2002-2003, 2003-2004, 2005-2006, 2006-2007, 2007-2008, 2008-2009, 2010-2011, 2011-2012, 2012-2013, 2017-2018, 2019-2020, 2021-2022                                                                                         |
| Sporting Lisbona | 21     | 1940-1941, 1943-1944, 1946-1947, 1947-1948, 1948-1949, 1950-1951, 1951-1952, 1952-1953, 1953-1954, 1957-1958, 1961-1962, 1965-1966, 1969-1970, 1973-1974, 1979-1980, 1981-1982, 1999-2000, 2001-2002, 2020-2021, 2023-2024, 2024-2025 |
| Belenenses       | 1      | 1945-1946 |
| Boavista         | 1      | 2000-2001 |

### Ultimo titolo
- Sporting Lisbona: 2024-2025
- Benfica: 2022-2023
- Porto: 2021-2022
- Boavista: 2000-2001
- Belenenses: 1945-1946

### Primo titolo
- Porto: 1934-1935
- Benfica: 1935-1936
- Sporting Lisbona: 1940-1941
- Belenenses: 1945-1946
- Boavista: 2000-2001

## Statistiche e primati
- Dalla nascita del girone unico, il campionato è stato vinto da sole cinque squadre diverse: Benfica (38 vittorie), Porto (30), Sporting Lisbona (20), Boavista e Belenenses (1). Questi cinque club rappresentano solamente le città di Lisbona e Porto.
- Nella stagione 2010-2011 il Porto ha vinto il campionato con 84 punti (27 vittorie, tre pareggi e nessuna sconfitta), 21 in più del Benfica secondo classificato. Ad oggi questo distacco rappresenta un primato per la Primeira Liga e si tratta del quarto in assoluto in Europa tra tutti i campionati con tre punti a vittoria.
- Héctor Yazalde è il giocatore che ha vinto la classifica marcatori con il maggior numero di realizzazioni: ben 46 (stagione 1973-1974).

### Presenze
Primi 10 giocatori per numero di presenze
| Pos. | Giocatore           | Presenze | Periodo             | Squadre                                         |
| ---- | ------------------- | -------- | ------------------- | ----------------------------------------------- |
| 1    | Manuel Fernandes    | 486      | 1969-1988           | CUF Barreiro Sporting Lisbona Vitória Setúbal   |
| 2    | António Sousa       | 484      | 1975-1994           | Beira-Mar Porto Gil Vicente                     |
| 3    | João Pinto          | 476      | 1988-1990 1991-2008 | Boavista Benfica Sporting Lisbona Braga         |
| 4    | Dinis Vital         | 442      | 1952-1970           | Lusitano Vitória Setúbal                        |
| 5    | António Veloso      | 437      | 1978-1995           | Beira-Mar Benfica                               |
| 6    | Nené                | 422      | 1966-1986           | Benfica                                         |
| 6    | Manuel Bento        | 422      | 1969-1990           | Barreirense Benfica                             |
| 8    | Vítor Damas         | 416      | 1966-1976 1980-1989 | Sporting Lisbona Vitória Guimarães Portimonense |
| 9    | João Domingos Pinto | 408      | 1981-1997           | Porto                                           |
| 10   | Vítor Baía          | 406      | 1989-1996 1999-2007 | Porto                                           |

### Reti
Primi 10 giocatori per numero di reti
| Pos. | Giocatore           | Reti | Periodo             | Squadre                                       |
| ---- | ------------------- | ---- | ------------------- | --------------------------------------------- |
| 1    | Fernando Peyroteo   | 332  | 1937-1949           | Sporting Lisbona                              |
| 2    | Fernando Gomes      | 319  | 1974-1980 1982-1991 | Porto Sporting Lisbona                        |
| 3    | Eusébio             | 313  | 1960-1975 1976-1977 | Benfica Beira-Mar                             |
| 4    | José Águas          | 281  | 1950-1963           | Benfica                                       |
| 5    | Nené                | 262  | 1966-1986           | Benfica                                       |
| 6    | Manuel Fernandes    | 243  | 1969-1988           | CUF Barreiro Sporting Lisbona Vitória Setúbal |
| 7    | Matateu             | 219  | 1951-1964 1966-1967 | Belenenses Atlético CP                        |
| 8    | José Augusto Torres | 218  | 1959-1980           | Benfica Vitória Setúbal Estoril Praia         |
| 9    | Arsénio Duarte      | 215  | 1943-1959           | Benfica CUF Barreiro                          |
| 10   | Rui Jordão          | 213  | 1971-1976 1977-1989 | Benfica Sporting Lisbona Vitória Setúbal      |